# Buzošná
Buzošná (německy Riesenbach) je zaniklá osada na Šumavě, v údolí potoka Losenice. Nachází se v katastrálním území Červená u Kašperských Hor v okrese Klatovy v Plzeňském kraji. Z osady se zachovaly zříceniny několika budov.
Na levém břehu Losenice jsou zříceniny budovy, ve svahu na pravém břehu poblíž silnice jsou zříceniny další budovy, která je na mapě z třicátých let 20. století označována jako hydroelektrárna. K hydroelektrárně vede náhon. Na pravém břehu jsou asi jeden kilometr výše po toku Losenice zříceniny mlýna. V první polovině 19. století na místě pozdější osady stával pouze mlýn.